# Instituto de Gobernanza de los Recursos Naturales

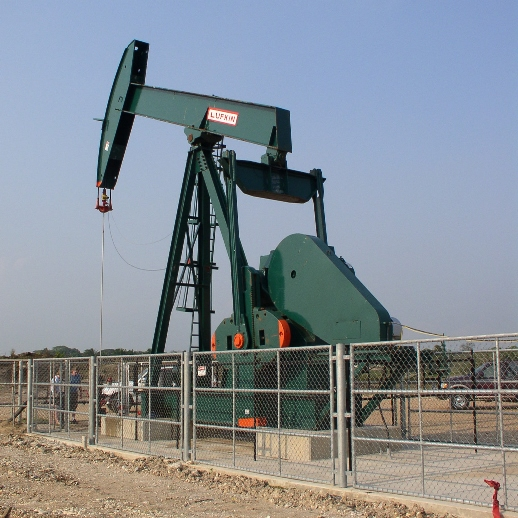
Pozo de petróleo. El NRGI dedica particular atención a la gobernanza de la extracción de petróleo.

El Instituto de Gobernanza de los Recursos Naturales (NRGI por sus siglas en inglés) es una organización sin ánimo de lucro, independiente, dedicada a mejorar la gobernanza de los países sobre sus recursos naturales (en particular petróleo, gas y minerales) para promover un desarrollo sostenible e inclusivo. La sede del NRGI se encuentra en Nueva York.

## Historia
El Instituto de Gobernanza de los Recursos Naturales se fundó en 2013 a través de la fusión del Instituto de Vigilancia de los Ingresos y la Carta de los Recursos Naturales. Originalmente basado en Nueva York, el NRGI ha abierto oficinas en Londres, Acra, Lima, Washington D. C., Yakarta y Dar es-Salam. Esto en parte refleja que está centrado en Colombia, República Democrática del Congo, Ghana, Guinea, Indonesia, Mongolia, México, Birmania, Nigeria, Tanzania, y Túnez como "países prioritarios".

## Organización y actividades
El NRGI es dirigido por un presidente, actualmente Daniel Kaufmann. Sus actividades están supervisadas por una junta de directores, encabezada por Ernesto Zedillo, con Smita Singh como vicejefa. Finalmente, el equipo de dirección del NRGI y esta junta de directores están apoyados por un consejo asesor copresidido por Michael Spence y Joseph Bell. Otras figuras prominentes afiliadas al NRGI son Paul Collier, Ernest Aryeetey, Elena Panfilova, Alicia Bárcena Ibarra, Peter Eigen, Antonio La Viña, Ilgar Mammadov, José Antonio Ocampo, Anya Schiffrin, Andrés Velasco Brañes y Tony Venables.
En línea con su misión, el NRGI apoya a organizaciones de la sociedad civil, instituciones estatales, empresas privados y medios de comunicación con consejo técnico, intercesión, investigación aplicada, análisis de políticas y desarrollo de capacidades respecto a la gobernanza de los recursos naturales. Las herramientas clave desarrolladas en ese contexto incluyen por ejemplo el Índice de gobernanza de recursos 2017, un mapa de proyectos de extracción de recursos, el Marco de comparación de cartas de recursos naturales, o el Índice de vigilancia de ingresos 2010. Las investigaciones y publicaciones del NRGI han sido destacadas por medios de comunicación internacionales como Financial Times, The Atlantic o Forbes, así como medios de comunicación nacionales en los países  concernidos.

## La Carta de recursos naturales
Es un documento prescriptivo cuyo objetivo consiste en proporcionar consejo y opciones de políticas respecto a la administración de riqueza de recursos para ayudar a los países ricos en estos recursos a utilizarlos para un desarrollo sostenible. El NRGI promueve la aplicación de esta carta (término empleado aquí en la acepción de carta magna, no de objeto postal) y proporciona asesoramiento en las políticas para su aplicación. La Carta de recursos naturales consta de los siguientes 12 preceptos, los cuales se organizan en 3 partes basadas en la cadena de decisiones que supone la gestión de recursos naturales:
- Bases nacionales para la gobernanza de recursos

(1) La gestión de los recursos debe asegurar el mayor beneficio posible para los ciudadanos a través de una estrategia nacional amplia e inclusiva, un marco legal claro y unas instituciones competentes.
(2) La gobernanza de los recursos requiere que los decisores rindan cuentas ante una ciudadanía informada.
- Decisiones económicas requeridas para lograr la prosperidad gestionando estos recursos

(3) El gobierno debería animar unas eficientes exploración y producción, y asignar de forma transparente los permisos para estas operaciones.
(4) Los regímenes impositivos y los plazos contractuales deberían permitir al gobierno extraer el valor pleno de sus recursos y, a la vez, ser compatibles con la necesaria atracción de inversores y robustos ante un posible cambio de las circunstancias.
(5) El gobierno tendría que perseguir oportunidades de beneficios locales, y tener en cuenta la mitigación y la compensación de los costes medioambientales y sociales de los proyectos de extracción del recurso.
(6) Las empresas públicas de extracción deberían rendir cuentas, tener mandatos bien definidos y un objetivo de eficacia comercial.
(7) El gobierno debe invertir los ingresos para conseguir  resultados óptimos y equitativos para las generaciones actuales y futuras.
(8) El gobierno debería suavizar el gasto nacional de dichos ingresos para prevenir los efectos de su posible volatilidad.
(9) El gobierno debería utilizar estos ingresos como una oportunidad de aumentar la eficacia del gasto público en los niveles nacional y subnacional.
(10) El gobierno debería facilitar las inversiones del sector privado para diversificar la economía y para que se implicara en la industria extractiva.
- Bases internacionales para la gobernanza de recursos

(11) Las empresas deberían comprometerse con los más altos estándares medioambientales, sociales y de derechos humanos, y con el desarrollo sostenible.
(12) Los gobiernos y las organizaciones internacionales deberían promover una armonización al alza de estándares para apoyar el desarrollo sostenible.

## Índice de gobernanza de recursos
Este índice, desarrollado por el NRGI, mide la calidad de la gobernanza de recursos en múltiples países y los ordena de mayor a menor calidad. El índice se elabora enviando un cuestionario de 149 preguntas a 150 expertos en 81 países, los cuales investigan los asuntos recogidos en el cuestionario, compilan documentación y completan el cuestionario. La calidad de los datos es evaluada entonces por el NRGI y enriquecida por datos suplementarios sobre los "entornos habilitantes" de los países. Finalmente, el NRGI calcula el índice como una función compuesta de:
- puntuación de obtención por parte del gobierno del valor de los recursos;
- puntuación de gestión de los ingresos; y
- puntuación de entorno habilitante.

Las puntuaciones más altas indican una mejor gobernanza.
| País/territorio                 | Sector valorado | Puntuación en el índice 2017 | Puesto en el índice 2017 | Puntuación en obtención del valor | Puntuación en gestión de los ingresos | Puntuación en entorno habilitante |    |
| ------------------------------- | --------------- | ---------------------------- | ------------------------ | --------------------------------- | ------------------------------------- | --------------------------------- | -- |
| País/territorio                 | Afganistán      | minería                      | 34                       | 71                                | 58                                    | 31                                | 14 |
| Argelia                         | petróleo y gas  | 33                           | 73                       | 40                                | 25                                    | 35                                |    |
| Angola                          | petróleo y gas  | 35                           | 70                       | 50                                | 31                                    | 25                                |    |
| Argentina                       | petróleo y gas  | 57                           | 22                       | 58                                | 54                                    | 58                                |    |
| Australia                       | minería         | 71                           | 8                        | 65                                | 51                                    | 96                                |    |
| Azerbaiyán                      | petróleo y gas  | 47                           | 47                       | 49                                | 43                                    | 49                                |    |
| Baréin                          | petróleo y gas  | 39                           | 59                       | 27                                | 26                                    | 63                                |    |
| Bangladés                       | petróleo y gas  | 36                           | 67                       | 39                                | 35                                    | 34                                |    |
| Bolivia                         | petróleo y gas  | 54                           | 34                       | 61                                | 51                                    | 49                                |    |
| Botsuana                        | minería         | 61                           | 18                       | 40                                | 62                                    | 81                                |    |
| Brasil                          | petróleo y gas  | 71                           | 6                        | 62                                | 78                                    | 72                                |    |
| Burkina Faso                    | minería         | 59                           | 20                       | 66                                | 54                                    | 57                                |    |
| Camboya                         | minería         | 30                           | 79                       | 31                                | 18                                    | 40                                |    |
| Camerún                         | petróleo y gas  | 54                           | 30                       | 59                                | 70                                    | 33                                |    |
| Canadá                          | petróleo y gas  | 75                           | 4                        | 69                                | 59                                    | 97                                |    |
| Chad                            | petróleo y gas  | 34                           | 72                       | 39                                | 43                                    | 19                                |    |
| Chile                           | minería         | 81                           | 2                        | 74                                | 81                                    | 90                                |    |
| China                           | petróleo y gas  | 55                           | 29                       | 52                                | 54                                    | 59                                |    |
| Colombia                        | petróleo y gas  | 71                           | 7                        | 59                                | 85                                    | 67                                |    |
| Colombia                        | minería         | 69                           | 10                       | 59                                | 82                                    | 67                                |    |
| República Democrática del Congo | minería         | 33                           | 75                       | 52                                | 35                                    | 12                                |    |
| República Democrática del Congo | petróleo y gas  | 25                           | 84                       | 44                                | 20                                    | 12                                |    |
| República del Congo             | petróleo y gas  | 39                           | 58                       | 45                                | 44                                    | 29                                |    |
| Costa de Marfil                 | petróleo y gas  | 55                           | 28                       | 60                                | 60                                    | 46                                |    |
| Cuba                            | petróleo y gas  | 36                           | 66                       | 29                                | 23                                    | 57                                |    |
| Ecuador                         | petróleo y gas  | 54                           | 32                       | 51                                | 58                                    | 52                                |    |
| Egipto                          | petróleo y gas  | 39                           | 60                       | 45                                | 30                                    | 41                                |    |
| Guinea Ecuatorial               | petróleo y gas  | 22                           | 85                       | 29                                | 18                                    | 17                                |    |
| Eritrea                         | minería         | 10                           | 89                       | 15                                | 5                                     | 10                                |    |
| Etiopía                         | minería         | 40                           | 57                       | 46                                | 38                                    | 37                                |    |
| Gabón                           | petróleo y gas  | 36                           | 65                       | 18                                | 47                                    | 44                                |    |
| Ghana                           | minería         | 56                           | 24                       | 61                                | 37                                    | 70                                |    |
| Ghana                           | petróleo y gas  | 67                           | 13                       | 65                                | 65                                    | 70                                |    |
| Guatemala                       | minería         | 41                           | 56                       | 42                                | 35                                    | 46                                |    |
| Guinea                          | minería         | 38                           | 63                       | 53                                | 24                                    | 37                                |    |
| India                           | petróleo y gas  | 70                           | 9                        | 75                                | 66                                    | 69                                |    |
| Indonesia                       | minería         | 68                           | 11                       | 64                                | 76                                    | 65                                |    |
| Indonesia                       | petróleo y gas  | 68                           | 12                       | 64                                | 76                                    | 65                                |    |
| Irán                            | petróleo y gas  | 38                           | 62                       | 36                                | 45                                    | 34                                |    |
| Irak                            | petróleo y gas  | 37                           | 61                       | 52                                | 47                                    | 16                                |    |
| Kazajistán                      | petróleo y gas  | 56                           | 25                       | 53                                | 54                                    | 61                                |    |
| Kuwait                          | petróleo y gas  | 54                           | 33                       | 44                                | 51                                    | 67                                |    |
| Kirguistán                      | minería         | 51                           | 38                       | 57                                | 51                                    | 44                                |    |
| Laos                            | minería         | 38                           | 64                       | 42                                | 30                                    | 41                                |    |
| Liberia                         | minería         | 44                           | 52                       | 59                                | 30                                    | 41                                |    |
| Libia                           | petróleo y gas  | 18                           | 87                       | 27                                | 20                                    | 6                                 |    |
| Madagascar                      | minería         | 36                           | 68                       | 36                                | 34                                    | 38                                |    |
| Malasia                         | petróleo y gas  | 56                           | 27                       | 49                                | 41                                    | 77                                |    |
| Mali                            | minería         | 53                           | 35                       | 48                                | 70                                    | 42                                |    |
| Mauritania                      | minería         | 29                           | 82                       | 41                                | 10                                    | 36                                |    |
| México                          | petróleo y gas  | 61                           | 17                       | 64                                | 54                                    | 65                                |    |
| México                          | minería         | 60                           | 19                       | 62                                | 53                                    | 65                                |    |
| Mongolia                        | minería         | 64                           | 15                       | 63                                | 54                                    | 73                                |    |
| Marruecos                       | minería         | 52                           | 37                       | 56                                | 35                                    | 64                                |    |
| Mozambique                      | petróleo y gas  | 50                           | 41                       | 66                                | 42                                    | 43                                |    |
| Birmania                        | petróleo y gas  | 31                           | 77                       | 44                                | 30                                    | 19                                |    |
| Birmania                        | minería         | 27                           | 83                       | 33                                | 30                                    | 19                                |    |
| Níger                           | minería         | 54                           | 31                       | 55                                | 60                                    | 47                                |    |
| Nigeria                         | petróleo y gas  | 42                           | 55                       | 50                                | 44                                    | 31                                |    |
| Noruega                         | petróleo y gas  | 86                           | 1                        | 77                                | 84                                    | 97                                |    |
| Omán                            | petróleo y gas  | 50                           | 39                       | 32                                | 43                                    | 76                                |    |
| Papúa Nueva Guinea              | minería         | 47                           | 46                       | 50                                | 50                                    | 40                                |    |
| Perú                            | minería         | 62                           | 16                       | 68                                | 57                                    | 62                                |    |
| Filipinas                       | minería         | 58                           | 21                       | 55                                | 52                                    | 67                                |    |
| Catar                           | petróleo y gas  | 43                           | 53                       | 33                                | 19                                    | 77                                |    |
| Rusia                           | petróleo y gas  | 45                           | 50                       | 47                                | 40                                    | 47                                |    |
| Arabia Saudita                  | petróleo y gas  | 36                           | 69                       | 23                                | 24                                    | 60                                |    |
| Sierra Leona                    | minería         | 46                           | 49                       | 62                                | 35                                    | 40                                |    |
| Sudáfrica                       | minería         | 57                           | 23                       | 50                                | 40                                    | 80                                |    |
| Sudán del Sur                   | petróleo y gas  | 32                           | 76                       | 42                                | 47                                    | 5                                 |    |
| Sudán                           | petróleo y gas  | 21                           | 86                       | 26                                | 26                                    | 11                                |    |
| Tanzania                        | minería         | 49                           | 42                       | 54                                | 40                                    | 53                                |    |
| Tanzania                        | petróleo y gas  | 53                           | 36                       | 65                                | 40                                    | 53                                |    |
| Timor Oriental                  | petróleo y gas  | 49                           | 43                       | 49                                | 57                                    | 42                                |    |
| Trinidad y Tobago               | Oil             | 64                           | 14                       | 64                                | 57                                    | 71                                |    |
| Túnez                           | petróleo y gas  | 56                           | 26                       | 60                                | 40                                    | 67                                |    |
| Túnez                           | minería         | 46                           | 48                       | 40                                | 30                                    | 67                                |    |
| Turkmenistán                    | petróleo y gas  | 11                           | 88                       | 11                                | 0                                     | 21                                |    |
| Uganda                          | petróleo y gas  | 44                           | 51                       | 42                                | 42                                    | 47                                |    |
| Ucrania                         | petróleo y gas  | 49                           | 44                       | 61                                | 40                                    | 45                                |    |
| Emiratos Árabes Unidos          | petróleo y gas  | 42                           | 54                       | 32                                | 16                                    | 78                                |    |
| Reino Unido                     | petróleo y gas  | 77                           | 3                        | 70                                | 68                                    | 95                                |    |
| Estados Unidos                  | petróleo y gas  | 74                           | 5                        | 66                                | 63                                    | 93                                |    |
| Uzbekistán                      | petróleo y gas  | 29                           | 80                       | 40                                | 25                                    | 22                                |    |
| Venezuela                       | petróleo y gas  | 33                           | 74                       | 48                                | 34                                    | 17                                |    |
| Vietnam                         | petróleo y gas  | 48                           | 45                       | 57                                | 30                                    | 59                                |    |
| Yemen                           | petróleo y gas  | 30                           | 78                       | 50                                | 28                                    | 11                                |    |
| Zambia                          | minería         | 50                           | 40                       | 58                                | 35                                    | 59                                |    |
| Zimbabue                        | minería         | 29                           | 81                       | 37                                | 30                                    | 20                                |    |